# Гастел
Гастел (нід. Gastel) — село в нідерландській провінції Північний Брабант, на кордоні із Бельгією. Входить до муніципалітету Кранендонк.
Його площа становить 5,92 км², а населення станом на 2021 рік складало 760 осіб.
Перша згадка про населений пункт датується 1307 роком.
До 1821 року мало статус окремого муніципалітету.